# Stazione di Duomo-Via Vernieri
Stazione di Duomo-Via Vernieri vasútállomás Olaszországban, Salerno településen.

## Vasútvonalak
Az állomást az alábbi vasútvonalak érintik:
- Nápoly–Battipaglia-vasútvonal

## Kapcsolódó állomások
A vasútállomáshoz az alábbi állomások vannak a legközelebb:
- Stazione di Vietri sul Mare-Amalfi (Stazione di Napoli Campi Flegrei)
- Stazione di Salerno (Stazione di Salerno)